# Барбус денисони
Барбус денисони (Puntius denisonii, Barbus denisonii) е вид субтропична риба от род Puntius (барбуси).
Видът е ендемичен за бързотечащите планински потоци и реки в щата Керала и южните части на щата Карнатака в югозападна Индия. Предпочита температура на водата в диапазона 15 – 25 °C и почти сигурно живее над 8 години.
Видът е оригинално описан под названието Labeo denisonii от Френсис Дей през 1865 година. Имената, под които се среща, са Barbus denisonii, Crossocheilus denisonii и Barbus denisoni.

## Физическо описание
Видът се характеризира с формата на тялото си, подобна на торпедо, със сребристи люспи и ивица от червени люспи, преминаваща от края на муцуната, през зоната на очите и назад по протежение към опашката през средата на тялото. С навлизането в зряла възраст на върха на главата му се оформя отличително зелено или синьо петно. Максималната дължина, която видът достига, е 15 cm. Живее на активно придвижващи се пасажи.

## Хабитат и заплахи
Барбус денисони е ендемичен вид за реките Ачанковил и Чалияр. По-специално може да бъде забелязан на четири места: Чеенканипужа (голям приток на река Велапатанам), река Ачанковил, река Чалияр и в близост до град Мундакаям. По оценки, ареалът на вида достига 8805 km2. P. denisonii е бентопелагичен вид (т.е. придържа се във вировете и по-дълбоките спокойни участъци), който живее на пасажи, каквито е известно, че се формират в скалисти плитчини по дъното на басейни с гъста растителност по крайбрежията. Добре виреят при субтропичен климат във вода с около 6,8 – 7,8 pH, твърдост на водата от 5 – 25 dGH и температура от 15 – 25 °C.
През 2010 г. Международният съюз за защита на природата (IUCN) вписва вида в Червения списък със статус „застрашен вид“. Причините за това включват редуцирания хабитат, намалената честота на срещане и намалелия брой зрели индивиди.

## Отглеждане в плен
Този вид се отглежда от любители на риби. Тя е пасажна риба и обикновено се отглежда не поединично, а в група. Миролюбиви риби са, въпреки че може да станат леко агресивни, когато се борят за храна, особено ако биват отглеждани в тясно пространство. Хранят се с червеи, скариди, месо, суха храна за риби, и някои растения.
Видът понякога бива бъркан с друг вид от същия род, Puntius chalakudiensis, който обаче е по-голям, не толкова разноцветен и по-агресивен.